# 森特瓦利 (印地安納州)
森特瓦利（英語：Center Valley）是位於美國印地安納州亨德里克斯縣的一個非建制地區。該地的面積和人口皆未知。